# Universidad de Vigo
La Universidad de Vigo (UVigo) es una universidad pública con sede en Vigo, España. Tiene campus en tres ciudades: Vigo, Pontevedra y Orense y desarrolla su actividad con independencia administrativa dentro del Sistema Universitario de Galicia. Forma parte de la Comisión Interuniversitaria de Galicia (CiUG), órgano perteneciente a la Consejería de Educación y Ordenación Universitaria de la Junta de Galicia. En el 2010 la universidad se convirtió en centro del campus de excelencia internacional interuniversitario Campus del Mar, en el que participan las tres universidades gallegas y varias del norte de Portugal, así como también el IEO y CSIC. Asimismo, es la 350ª institución menor de 50 años según Times Higher Education, está entre las 900 mejores universidades del mundo según el Ranking de Shanghái, se encuentra entre las 950 mejores universidades del mundo según los QS Rankings, y también, se sitúa entre las 40 mejores del mundo en energías limpias e igualdad según los Impact Rankings de la consultora Times Higher Education.

## Historia
El antecedente directo de la institución fue el llamado Colegio Universitario de Vigo, creado tras la aprobación en 1972 de la construcción del citado en el monte de las Lagoas, en la parroquia de Zamanes, y bajo el patrocinio de la Caja de Ahorros de Vigo. En el curso 1977-78 se iniciaron las clases en las titulaciones que de aquellas se ofrecían: Ciencias Químicas y Biológicas, Económicas y Filología. Dos años después del comienzo de la docencia en la institución, la Universidad de Santiago de Compostela integró los estudios impartidos en Vigo bajo su tutela administrativa y académica.
La Ley 11/1989 del 20 de julio de ordenación del sistema universitario de Galicia reordenó el panorama universitario de la comunidad autónoma. La Universidad de Vigo fue constituida como tal en 1990 tras su segregación de la Universidad de Santiago de Compostela. Comenzando su andadura con 9 titulaciones y 8 900 alumnos, en la actualidad son 67 grados los que imparte en sus tres campus y la matrícula, que alcanzó los 30 000 estudiantes a finales de la década de 1990, se ha estabilizado alrededor de los 20 000 alumnos. El primer rector (1990-1994) fue el ingeniero químico Luis Espada Recarey que sería substituido en el cargo por el profesor José Antonio Rodríguez Vázquez (1994-1998). Entre los años 1998 y 2006 el puesto estuvo en manos del catedrático redondelano Domingo Docampo Amoedo, entre 2006 y 2010 Alberto Gago Rodríguez y entre 2010 y 2018 Salustiano Mato. Actualmente el cargo lo ocupa el fisiólogo vegetal Manuel Reigosa Roger.

## Campus

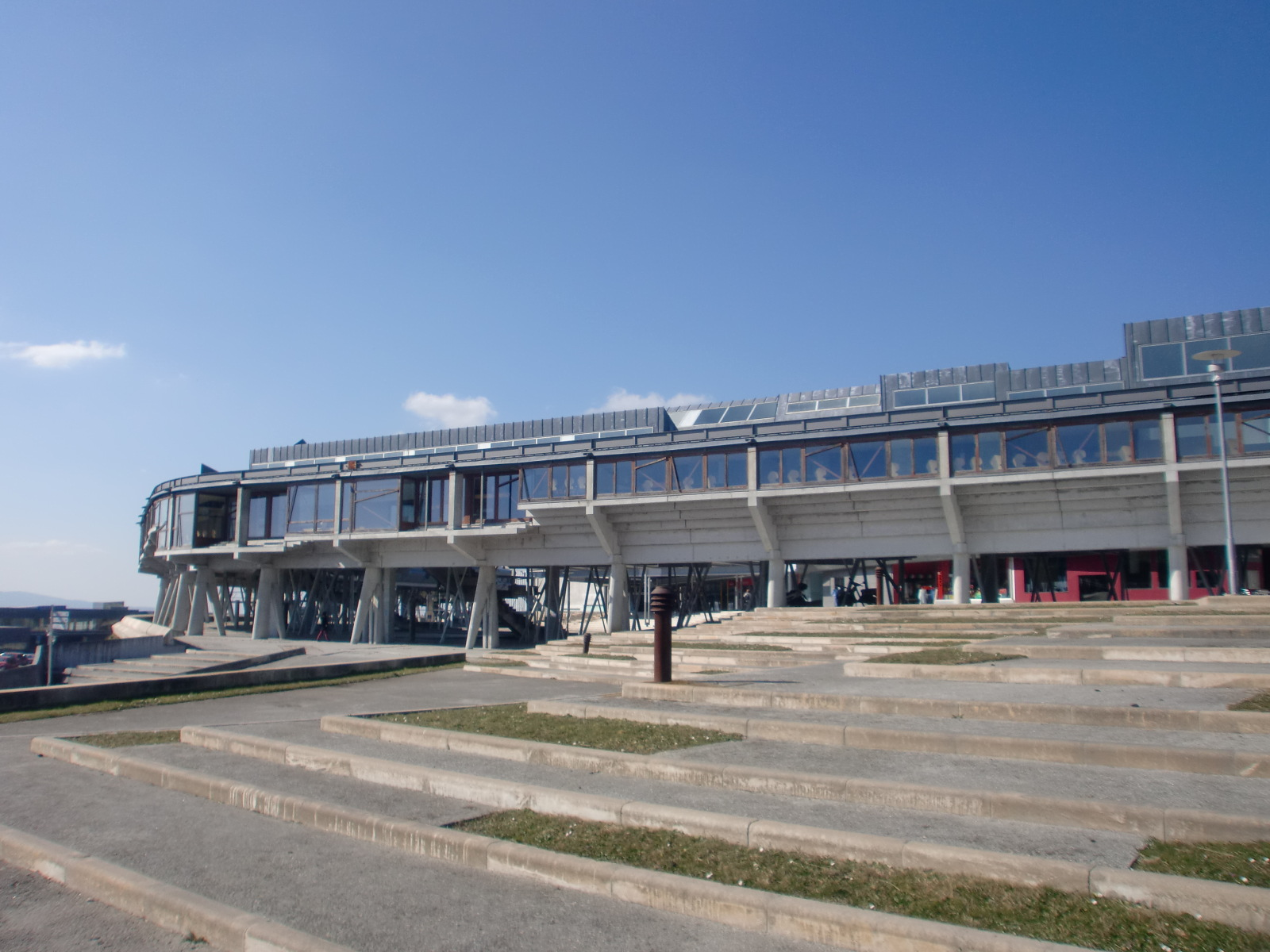
Edificio Miralles en ciudad universitaria de Lagoas-Marcosende.

Una de las características de esta universidad es la dispersión de sus facultades y escuelas. Se divide en tres campus universitarios, correspondiendo cada uno de ellos a una de las tres ciudades de las provincias de Pontevedra y Orense, contando con tres campus: el campus de Vigo, el campus de Pontevedra y el campus de Orense.
El campus de Vigo está distribuido en diversas sedes, siendo la principal la ciudad universitaria de Lagoas-Marcosende situada en la parroquia de Zamanes. En este campus se encuentran situadas la mayoría de las facultades de la institución académica, data de la década de 1990 y fue concebido por los arquitectos Alberto Noguerol, Alfonso Penela, Benedetta Tagliabue, César Portela, Enric Miralles, Gabriel Santos Zas o Pilar Díez, entre otros autores. Al margen de este complejo, en el centro de Vigo se encuentra la llamada sede ciudad, asentada en un inmueble de la década de 1930 diseñado por el arquitecto vigués Jenaro de la Fuente Álvarez. Este edificio está situado en la Calle del Conde de Torrecedeira, conocido durante mucho tiempo como escuela de peritos industriales y actualmente parte de la Escuela de Ingeniería Industrial de la Universidad de Vigo.
El Campus de Pontevedra dispone de varias sedes dentro de la ciudad del Lérez. Posee un campus central conocido como A Xunqueira situado en la zona norte de Pontevedra próxima al barrio de O Burgo, además de diversas facultades en el centro de la ciudad y de la sede del Campus CREA, en el Edificio Azul de la calle de Benito Corbal, con varias plantas cedidas para tal fin por la Junta de Galicia. La sede del vicerrectorado está en el casco antiguo de la ciudad en la Casa de las Campanas, un edificio histórico de arquitectura gótica de propiedad municipal cedido temporalmente por el ayuntamiento de Pontevedra para uso de la universidad.
El campus de Orense está integrado en el casco urbano y en la práctica se halla separado por la antigua carretera a Ponferrada en dos partes, unidas entre sí por una pasarela peatonal. No obstante, la universidad tiene intención de promover el enterramiento de la vía en ese punto y unir así ambas zonas.

## Centros docentes
La Universidad de Vigo y sus Campus ofertan numerosas titulaciones, algunas de las cuales son únicas en Galicia e incluso en la zona noroeste de la península ibérica, según la Comisión Interuniversitaria de Galicia (CIUG), las diversas titulaciones impartidas por la universidad viguesa y sus campus son las siguientes:

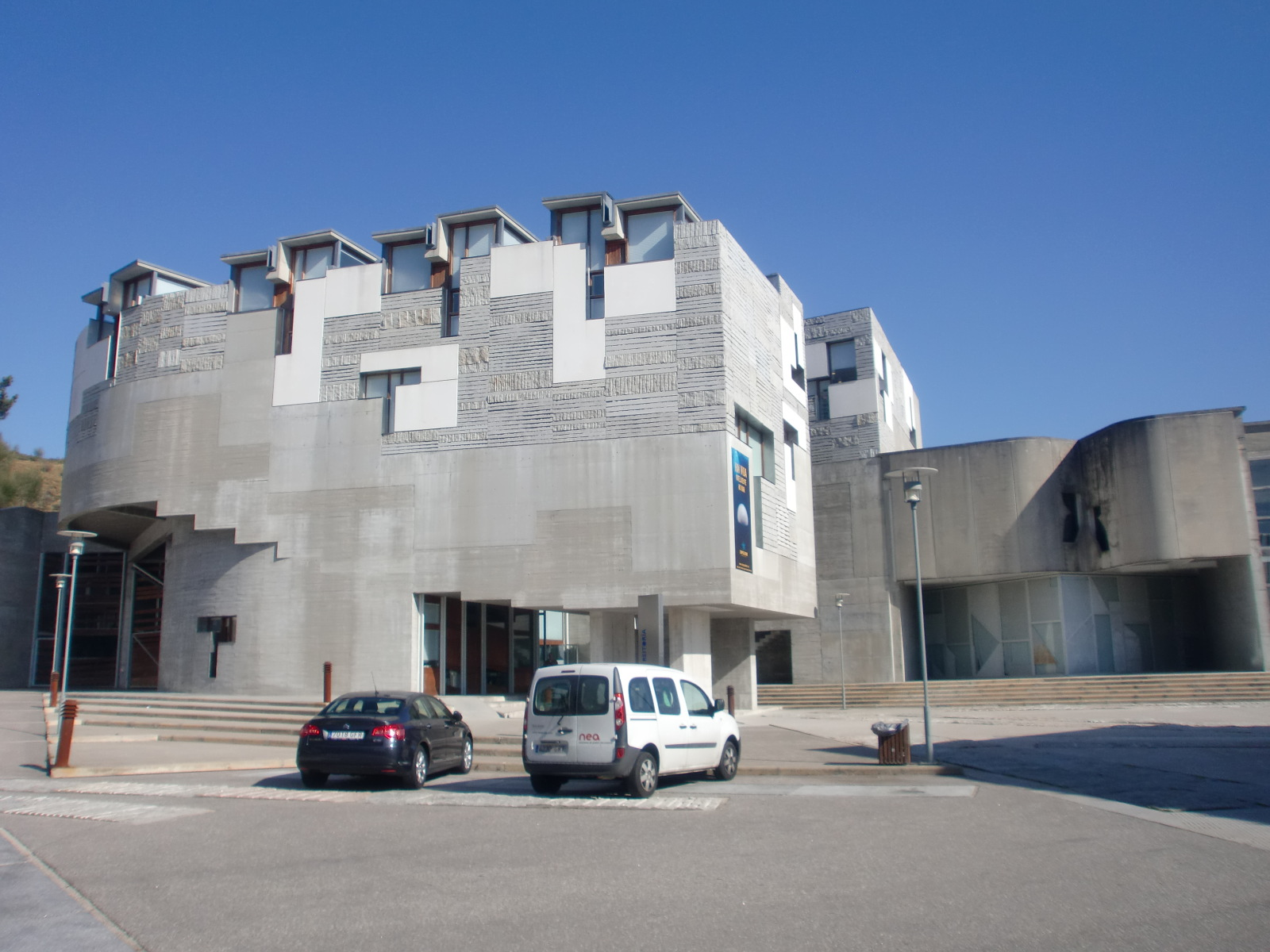
Edificio del rectorado (campus de Lagoas-Marcosende).

### Campus de Vigo

#### Lagoas-Marcosende
- Escuela de Ingeniería Industrial.

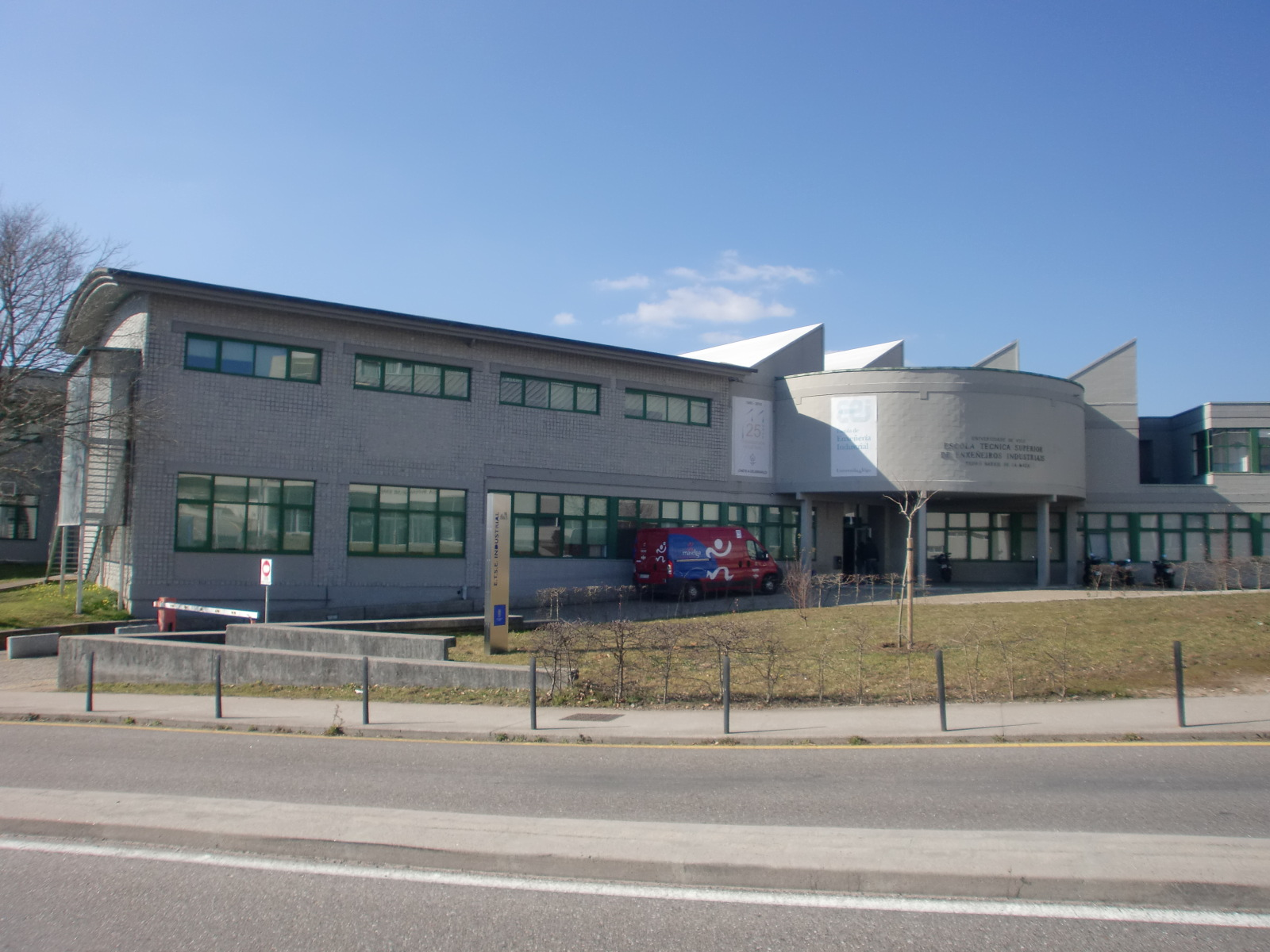
Escuela de Ingeniería Industrial (campus de Lagoas-Marcosende).

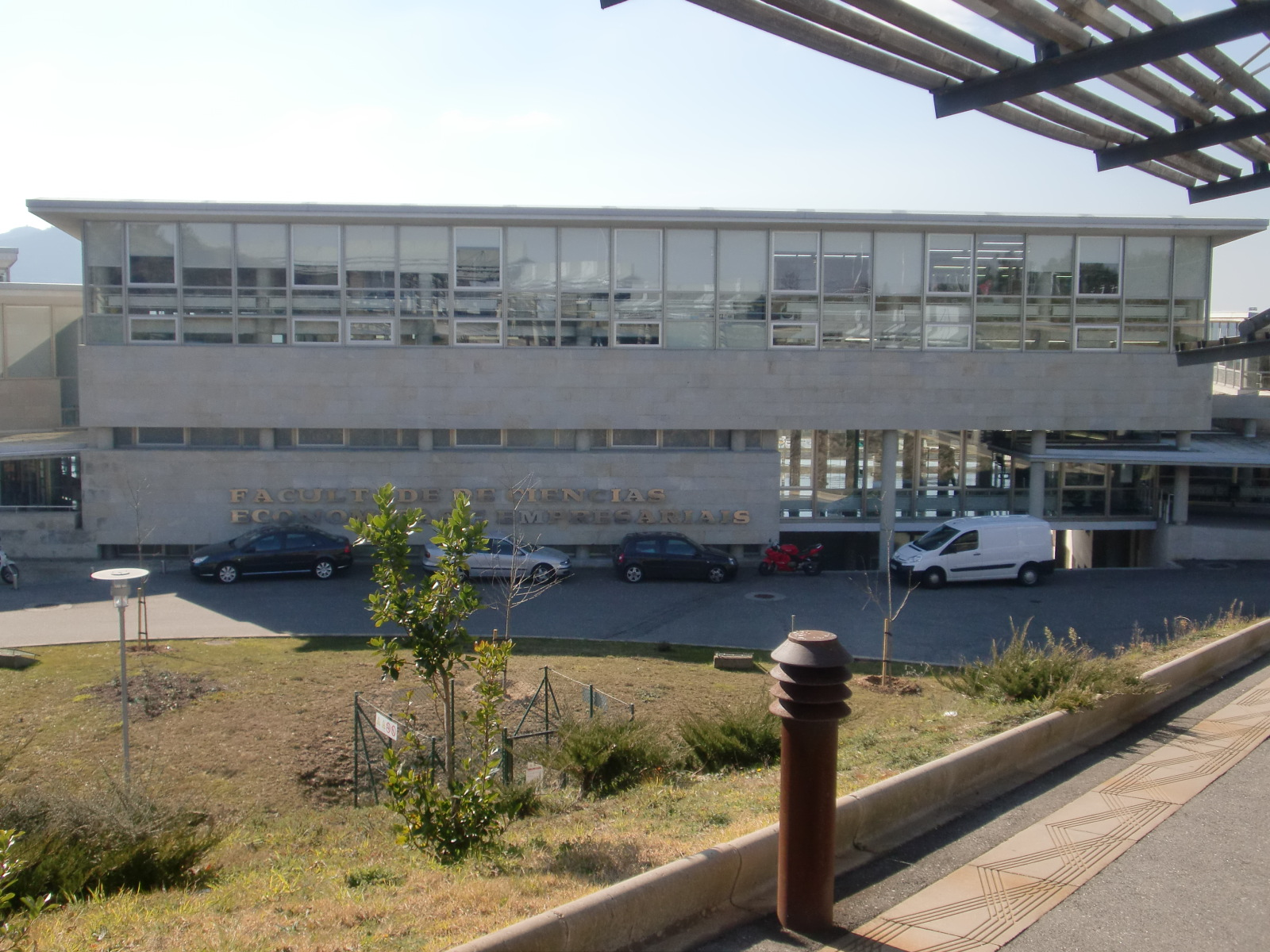
Facultad de Ciencias Económicas y Empresariales (campus de Lagoas-Marcosende).

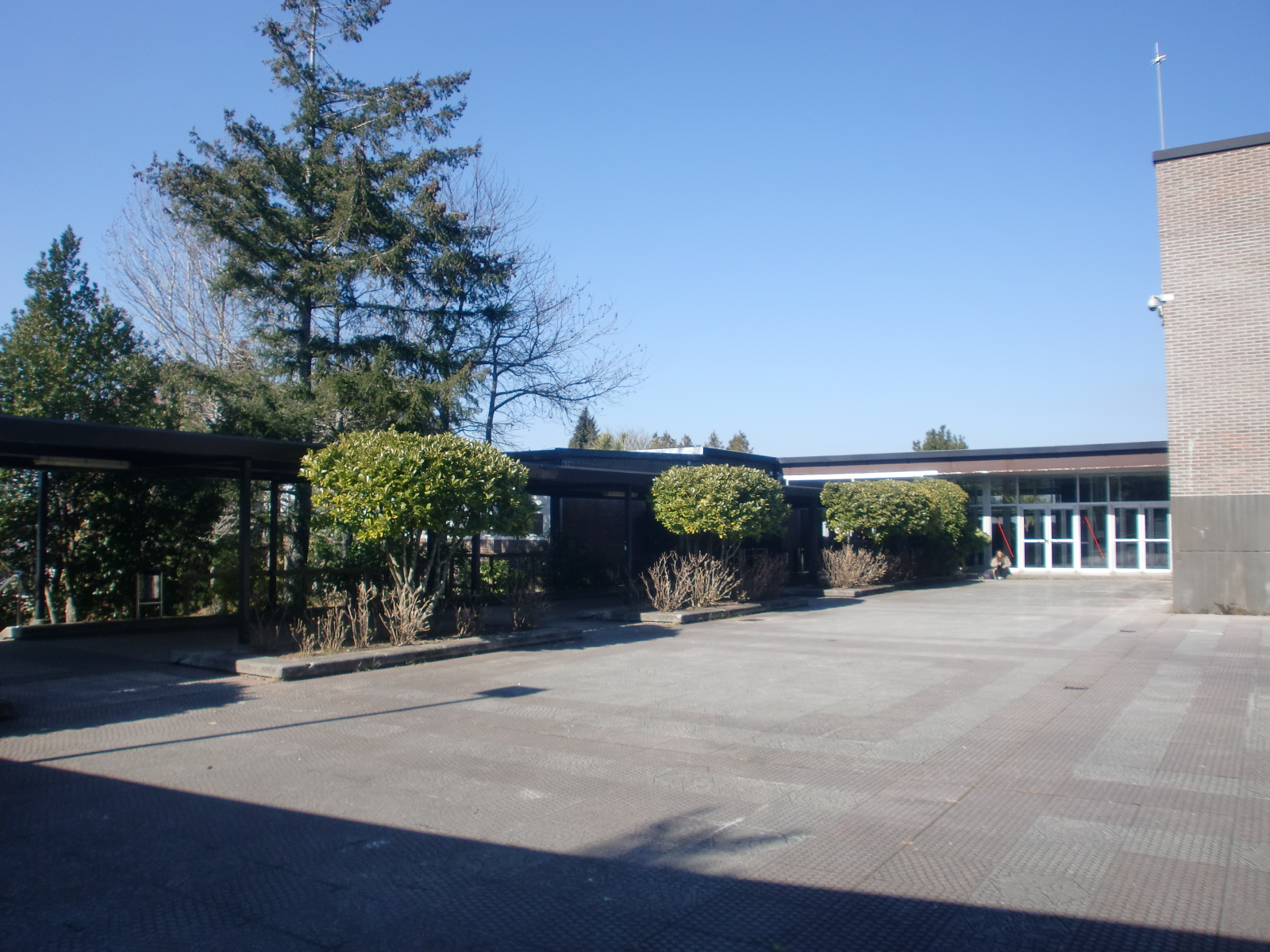
Facultad de Filología y Traducción (campus de Lagoas-Marcosende).

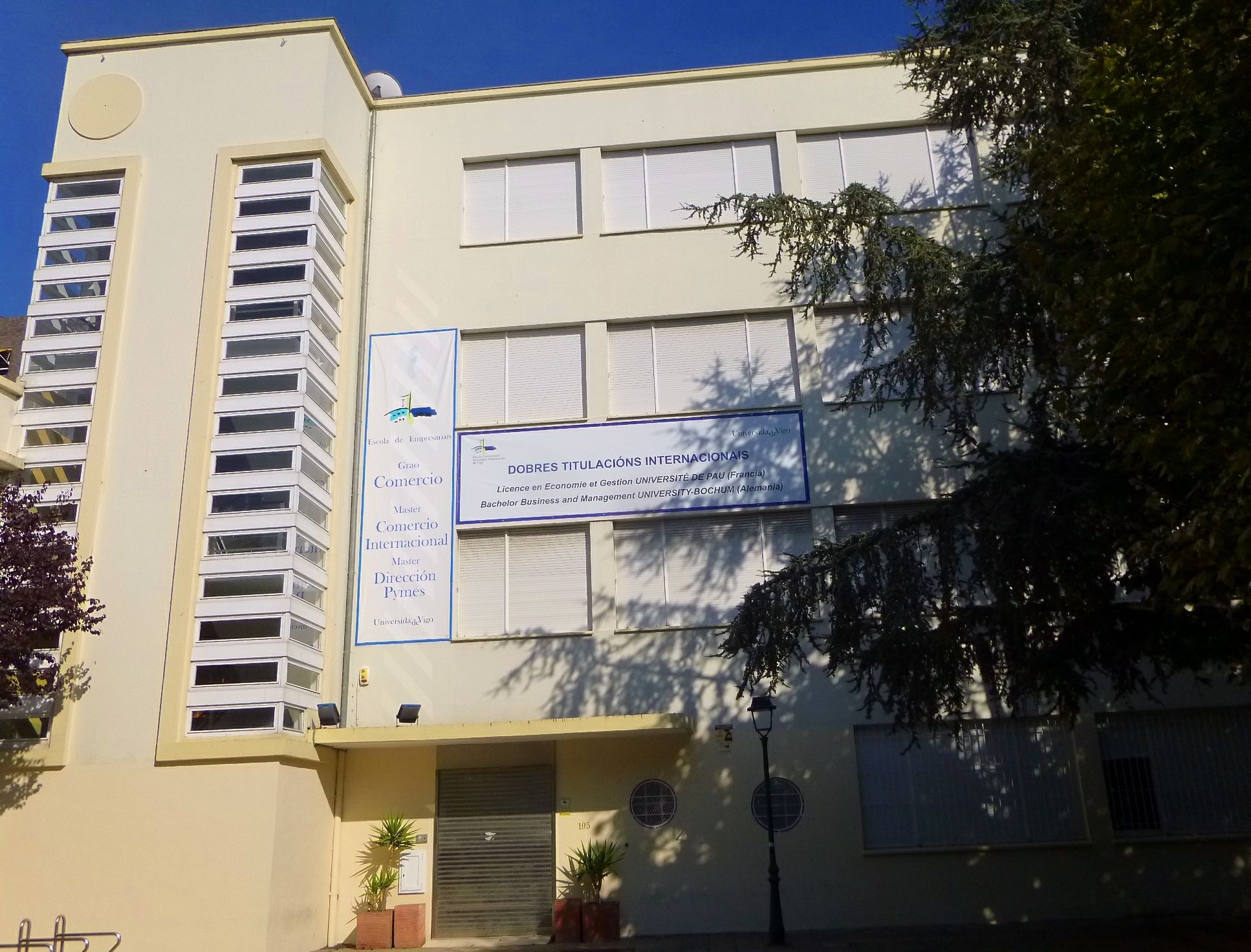
Facultad de Comercio (Campus de Vigo centro)

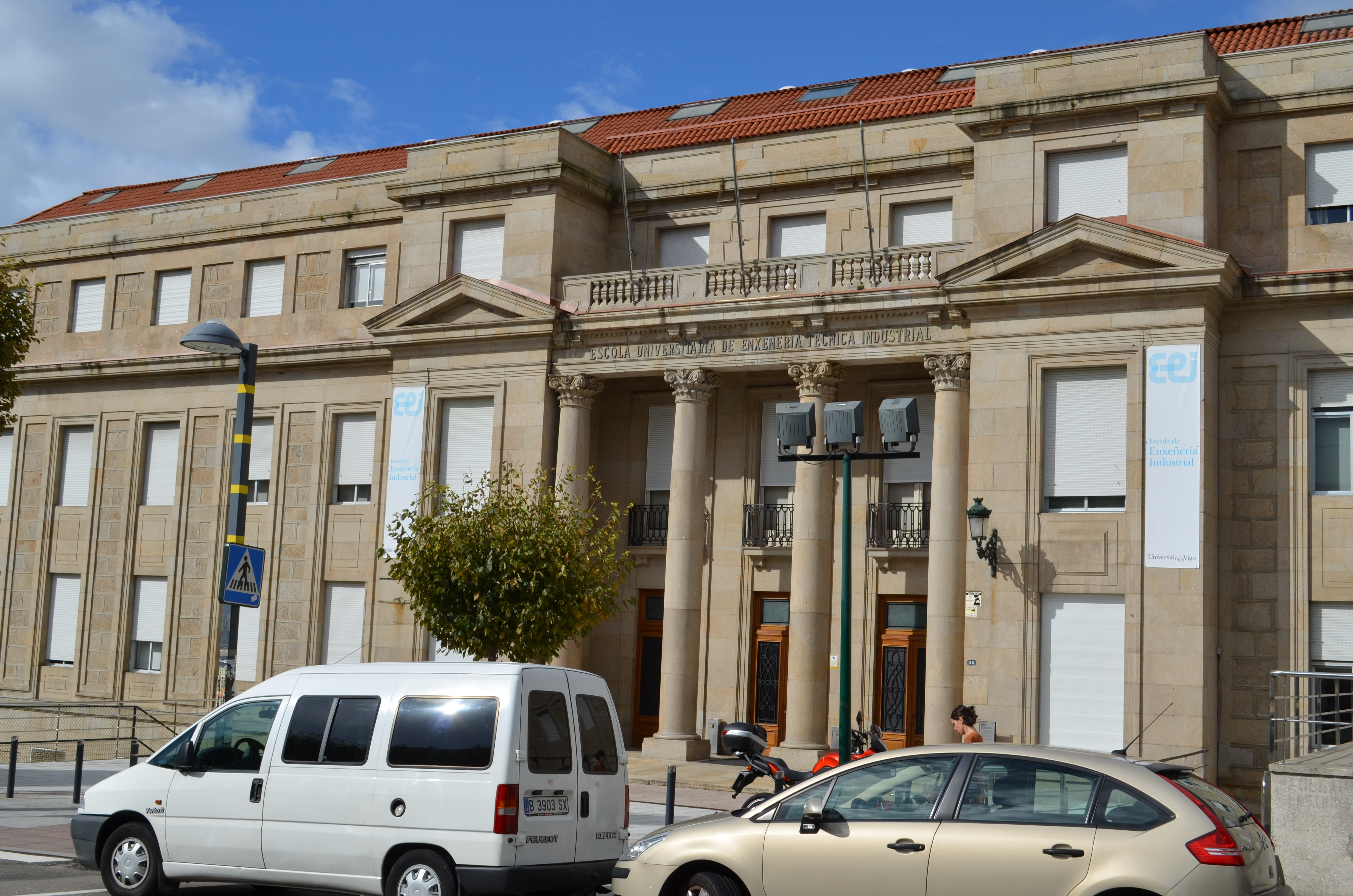
Escuela de Ingeniería Industrial (Campus de Vigo centro)

- Escuela de Ingeniería de Minas y Energía.
- Escuela de Ingeniería de Telecomunicación.
- Facultad de Biología.
- Facultad de Ciencias del Mar.
- Facultad de Química.
- Facultad de Ciencias Económicas y Empresariales.
- Facultad de Ciencias Jurídicas y del Trabajo.
- Facultad de Filología y Traducción.
- Centro de Apoyo Científico y Tecnológico a la Investigación (CACTI).
- Centro de Investigación Biomédica (CINBIO).[20]
- Centro de Investigación Tecnológico Industrial (MTI).

#### Vigo centro
- Escuela de Ingeniería Industrial.
- Facultad de Comercio.
- Estación de Ciencias Marinas de Toralla (ECIMAT).

#### Centros adscritos
- EU de Enfermería (Meixoeiro).
- EU de Enfermería (Povisa).
- EU de Magisterio "María Sedes Sapientiae".

### Campus de Pontevedra

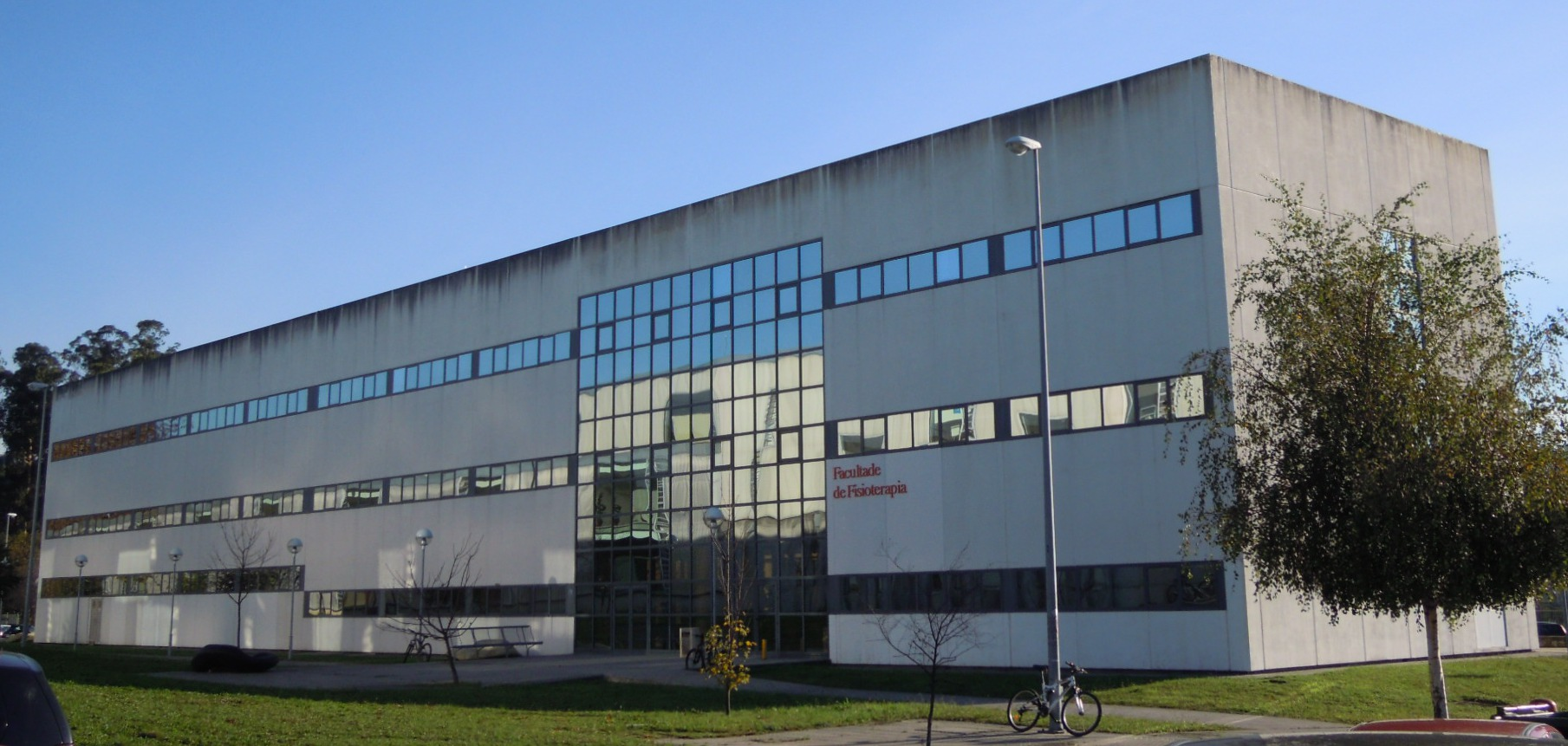
Facultad de Fisioterapia (campus de Pontevedra).

#### Campus de A Xunqueira
- Escuela de Ingeniería Forestal.
- Facultad de Fisioterapia.
- Facultad de Ciencias de la Educación y del Deporte
- Facultad de  Comunicación.
- Facultad de Dirección y Gestión Pública.

#### Pontevedra centro
- Facultad de Bellas Artes.
- Facultad de Diseño.

#### Centros adscritos
- Escuela Universitaria de Enfermería de Pontevedra.
- Centro Universitario de la Defensa (Escuela Naval Militar de Marín).

### Campus de Orense
- Escuela de Ingeniería Aeronáutica y del Espacio.
- Escuela Superior de Ingeniería Informática.
- Facultad de Ciencias.
- Facultad de Ciencias de la Educación.
- Facultad de Ciencias Empresariales y Turismo.
- Facultad de Derecho.
- Facultad de Historia.
- Facultad de Relaciones Internacionales
- Escuela Universitaria de Enfermería de Orense
- Centro de Investigación, Transferencia e Innovación (CITI).

#### Centros adscritos
- Escuela Universitaria de Enfermería.

## Estructura de gobierno
El 4 de mayo de 2022 tuvieron lugar las últimas elecciones al rectorado de la Universidad de Vigo en las que se presentó Manuel Joaquín Reigosa Roger como candidatura única, siendo reelegido con el 72,3 % del voto ponderado favorable.
El actual equipo de gobierno está formado por las siguientes personas:
- Rectorado: Manuel Joaquín Reigosa Roger.
- Vicerrectorado de Investigación, Transferencia e Innovación: Belén Rubio Armesto.
- Vicerrectorado de Planificación y Sostenibilidad: José Luis Míguez Tabarés.
- Vicerrectorado de Profesorado, Docencia y Titulaciones: Alfonso Lago Ferreiro.
- Vicerrectorado de Comunicación y Relaciones Institucionales: Mónica Valderrama Santomé.
- Vicerrectorado de Estudiantado y Empleabilidad: Natalia Caparrini Marín.
- Vicerrectorado de Internacionalización: Maribel del Pozo Triviño.
- Vicerrectorado de Relaciones con la Empresa: José María Martín Moreno.
- Vicerrectorado de Bienestar, Equidad y Diversidad: María Isabel Doval Ruiz.
- Vicerrectorado de Extensión Universitaria: Susana Reboreda Morillo.
- Vicerrectorado del Campus de Ourense: Elena Rivo López.
- Vicerrectorado del Campus de Pontevedra: Eva María Lantarón Caeiro.
- Secretaría General: Miguel Ángel Michinel Álvarez.

## Doctores honoris causa
- Francisco Fernández del Riego (1992)
- Xavier Karcher (1993)
- Eugenio Coseriu (1995)
- Gregorio Peces-Barba (1996)
- Xosé Filgueira Valverde (1996)
- Francisco José Ayala (1996)
- Pierre-Gilles de Gennes (1997)
- Victoriano Reinoso y Reino (1997)
- Jaume Gil Aluja (1997)
- Aníbal Ramón Figueiras Vidal (1999)
- Xaime Isla Couto (1999)
- César Milstein (1999)
- Xosé Luís Méndez Ferrín (1999)
- Carlos Fuentes Macías (2001)
- Julio Fernández Gayoso (2002)[n 1]
- Antonio Bonet Correa (2004)
- Jagannath Prasad Das (2004)
- Lynn Margulis (2007)
- Timothy J. Kehoe (2008)
- Takeshi Yasumoto (2010)
- Jorge Martínez-Vázquez (2011)
- José Manuel Silva Rodríguez (2012)
- Agustín Fernández Paz (2013)
- Julio Casado Linarejos (2013)
- Michael W. Hanemann (2015)
- Erín Moure (2016)
- Emilio Rolán Mosquera (2016)
- María Inmaculada Paz-Andrade (2018)
- Jacquelyn C. Campbell (2018)
- Nicholas A Kotov (2023)[22]
- María Emilia Casas (2024)[23]

## Premios y reconocimientos
En el año 2010 el pleno del Ayuntamiento de Vigo, decide conceder por unanimidad a la Universidad de Vigo la Medalla de Oro de la ciudad, en reconocimiento a su contribución al desarrollo de Vigo y del sur de Galicia.